# Veratrum nigrum
Veratrum nigrum es una especie de planta de flores perteneciente a la familia Melanthiaceae. Es una planta venenosa utilizada en medicina herbaria, es nativa de Europa y Asia.

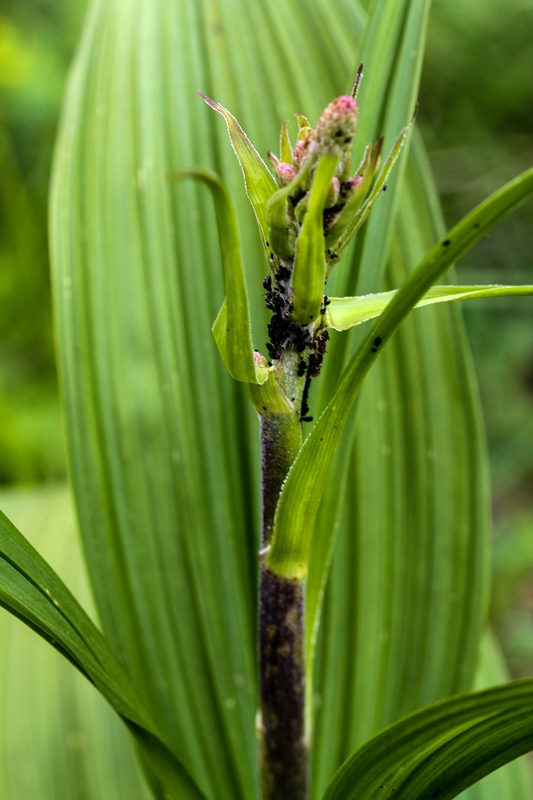
Hojas

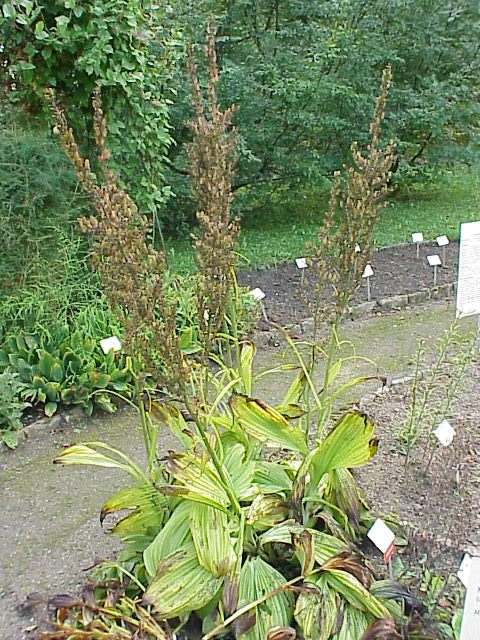
Vista de la planta

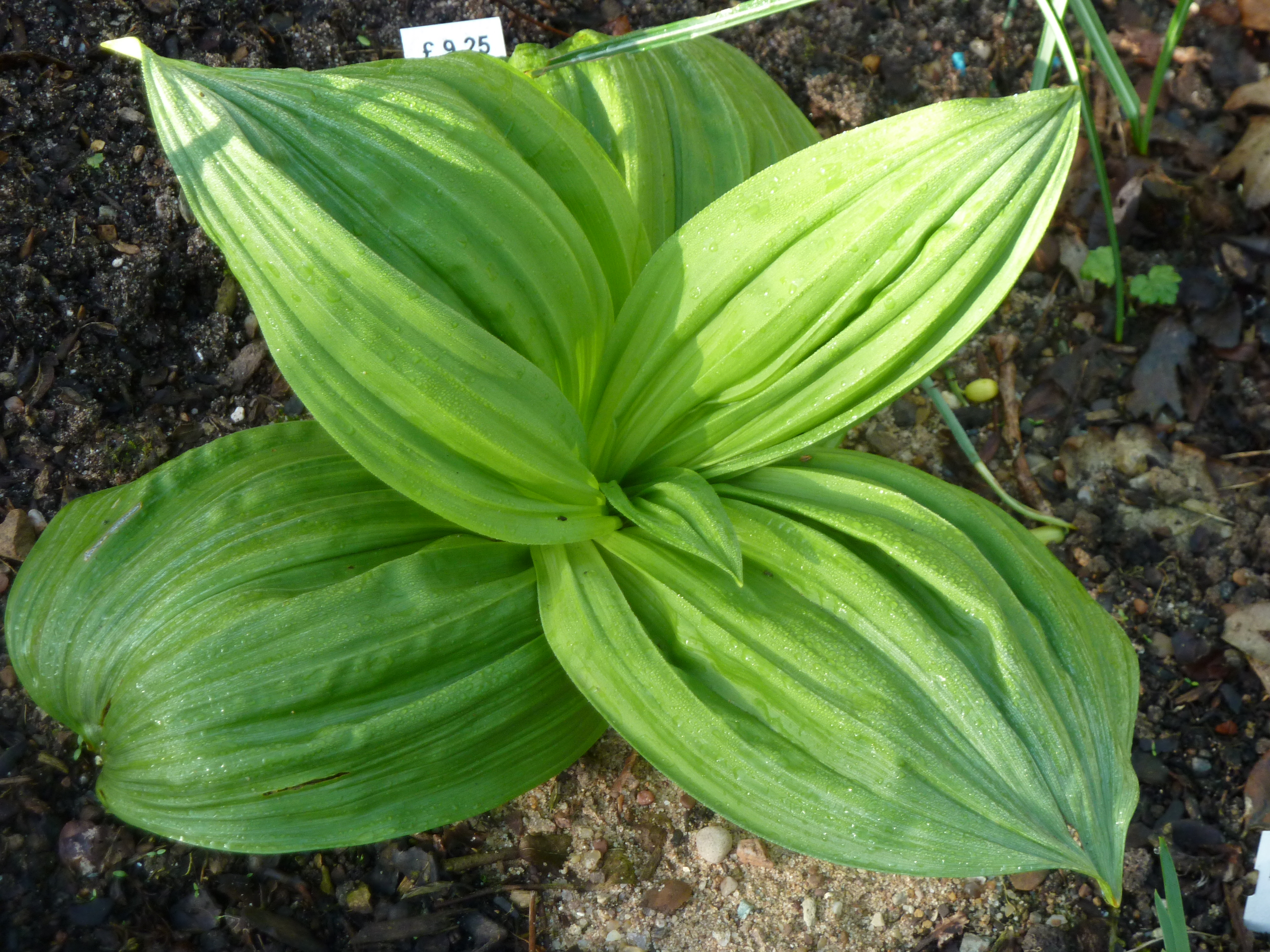
Follaje

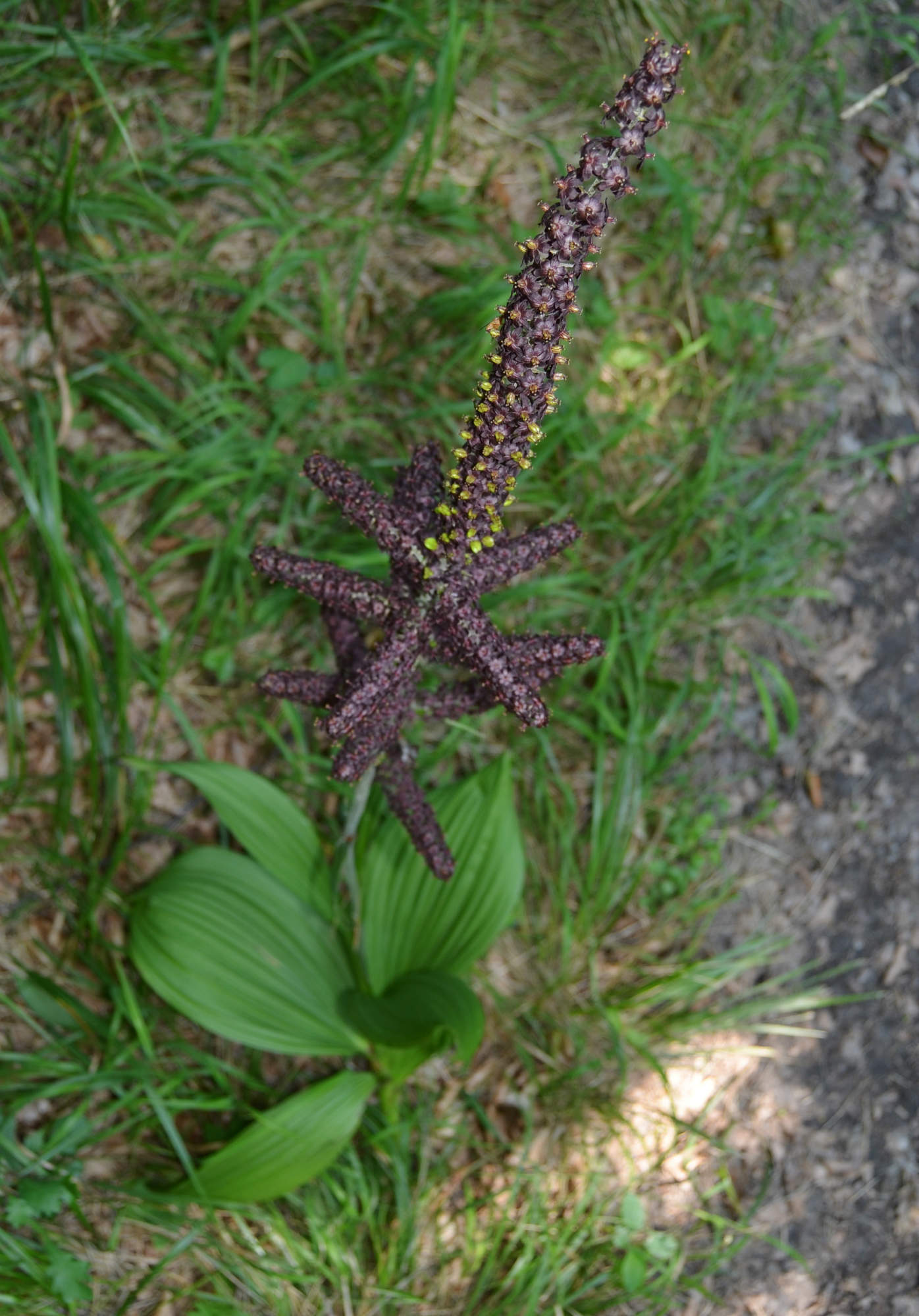
En su hábitat

## Historia
La planta fue ampliamente conocida, incluso en los tiempos antiguos. Por ejemplo, Lucrecio (ca. 99 aC - ca. 55 aC) y Plinio el Viejo (23 dC - 79 dC) sabían de sus propiedades eméticas, así como de sus propiedades tóxicas mortales.

## Distribución y hábitat
Veratrum nigrum es nativa de Eurasia desde Francia a Corea incluyendo Alemania, Polonia, Rusia, China, y Mongolia. La planta puede existir en zonas de resistencia de 4 a 7. Crece mejor a la sombra o sombra parcial, con condiciones de terrenos mojados o húmedos. Cualquier suelo rico en nutrientes apoya su crecimiento, aunque una fuente observa que prefiere suelos ricos en calcio. Otra fuente señala que la cama debe ser bastante profunda.

## Descripción
La planta tiene un rizoma negro robusto. Las hojas son simples angiospermas dispuestas en un patrón verticilado emergiendo de la base de la planta. Cada espiral es decussada (girado por medio del ángulo entre las hojas en el cogollo de abajo ), con sólo dos o tres espirales alrededor de la base. Cada hoja es sésil (adjuntándose directamente a la planta), y de alrededor de 30 cm de longitud. Las hojas son anchas, glabras (lisas), de forma lanceoladas, con bordes enteros (lisos). Las flores son de color púrpura-negro, dando a la planta su nombre.

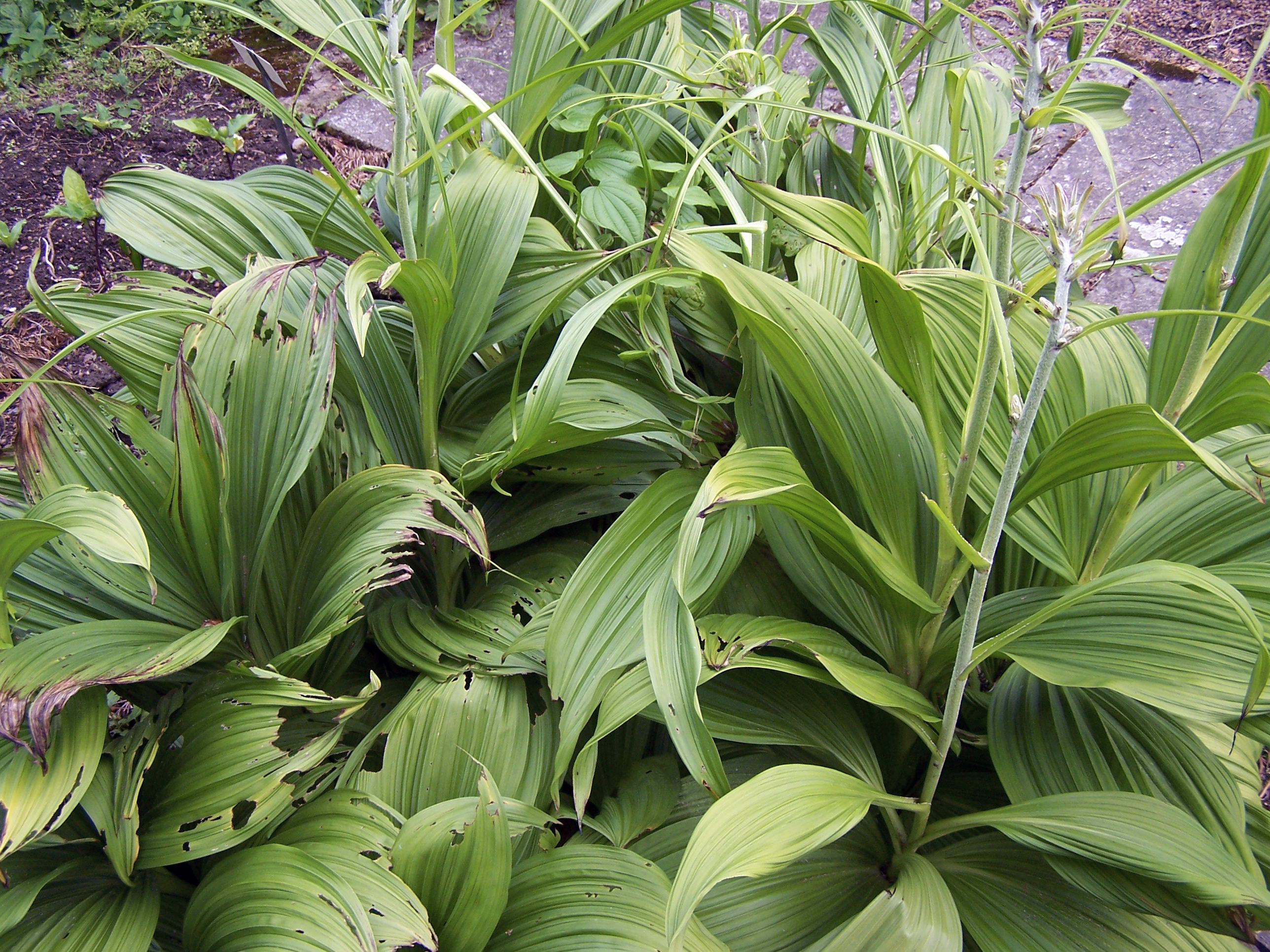
Foliage

Veratrum nigrum florece a principios de verano durante varias semanas, pero queda latente en el intenso calor del verano. Tiende a crecer en colonias, y alcanza una altura de unos1,2 m de altura. Sus racimos se ramifican a cerca de 610 mm de ancho. Las semillas son de color carmesí. Las plantas cultivadas a partir de semillas generalmente brotan a principios de primavera.

## Utilización Jardín
Veratrum nigrum fue utilizada como planta ornamental en jardines europeos al menos tan atrás como 1773. Era de uso común en 1828, y Charles Darwin la plantó en su jardín en la década de 1840. La planta sigue siendo ampliamente utilizada en jardines de Europa y Asia, debido a sus sorprendentes flores negras. Se utiliza también para añadir altura a un jardín, y como un medio de proporcionar un telón de fondo más oscuro de plantas y flores de colores más brillantes.
Esta planta ha ganado el Award of Garden Merit de la Royal Horticultural Society.
Propagación es por semillas o por división. Sin embargo, una planta generalmente tarda siete años en alcanzar la madurez y la flor. Los caracoles y babosas se alimentan de rizomas y hojas de la planta, por lo que los jardineros deben tener cuidado de mantener estos plagas de distancia.

## Toxicidad
Todas las partes de la planta son altamente tóxicas. Sin embargo, las mayores concentraciones de toxinas tienden a estar en el rizoma. La toxicidad varía ampliamente dependiendo del método de preparación (extracto, extracto de agua, etc.), y el método de aplicación. A tan sólo 1,8 gramos (0,063 oz) por 1 kilogramo puede causar la muerte por arritmia cardiaca. La muerte ha ocurrido incluso en una dosis tan baja como 0,6 gramos.
Veratrum nigrum contiene más de 200 de esteroides derivado de alcaloides, entre ellos isorubijervina, jervina, pseudojervina, rubijervina, tienmuliumina, tienmuliluminina, y verazina. La hierba provoca la irritación de las membranas mucosas. Cuando se ingiere, la irritación de las membranas mucosas del estómago y los intestinos causan náuseas y vómitos. Si la hierba se introduce en la nariz, esta irritación de las mucosas causará estornudos y tos. La ingestión puede causar bradicardia ( latido cardiaco lento), la hiperactividad y la hipotensión (presión arterial baja). En altas concentraciones, el contacto tópico puede causar irritación de la piel, exceso de lágrimas de los ojos, y enrojecimiento.
Los síntomas clásicos de la toxicidad de Veratrum nigrum incluyen visión borrosa, confusión, dolor de cabeza, mareos, náuseas, dolor de estómago, sudoración excesiva y vómitos. En los casos graves, la arritmia cardíaca, calambres musculares, espasmos musculares, parestesias (sensación de "pinchar alfileres y agujas "en todo el cuerpo), convulsiones, debilidad y pérdida del conocimiento. La muerte puede seguir.
Los síntomas tóxicos generalmente se resuelven después de 24 a 48 horas. [ se administra generalmente Tratamiento de apoyo para los síntomas. Porque se produce vómitos extrema, la descontaminación (por ejemplo, lavado gástrico o la ingestión de carbón activado ) es por lo general no aplicados al menos que la ingestión se haya producido dentro de una hora. La atropina se administra generalmente para contrarrestar la frecuencia cardíaca baja, y fármacos simpaticomiméticos y líquidos administrados para elevar la presión arterial.
La hierba es también un conocido teratógeno. Sin embargo, no existen datos sobre si puede causar defectos de nacimiento en seres humanos.

## Uso medicinal
La raíz seca de Veratrum nigrum puede bajar la presión arterial y el ritmo cardíaco lento, posiblemente mediante la estimulación del nervio vago, si se toma en pequeñas dosis internamente. Se ha utilizado para tratar la hipertensión y la insuficiencia cardiaca y para el tratamiento de la preeclampsia durante embarazo. Se ha encontrado que puede actuar como un antibiótico y un insecticida. La ciclopamina (11-deoxojervine) es uno de los alcaloides aislados de la planta que interfiere con la vía de señalización de la vía hedgehog (Hh). La ciclopamina está siendo investigada como un posible tratamiento para varios tipos de cáncer (como el carcinoma de células basales y meduloblastoma) y trastornos de la piel (como psoriasis), que resultan de la excesiva actividad Hh.
Los rizomas secos de Veratrum nigrum se han utilizado en la herbolaria china. Todas las especies de hellebore falsas se denominan colectivamente "lu li" (藜蘆) en China. Li Lu se administra internamente como emético, y también se utiliza por vía tópica para matar los parásitos (como la tiña y la sarna) o para detener la picazón. Fue el más ampliamente utilizado para el tratamiento de la enfermedad vascular. Algunos herbolarios se negaron a prescribir lu li internamente, citando la extrema dificultad en la preparación de una dosis segura y eficaz.

## Otros usos
En Asia, un extracto de la hierba se mezcla con agua en una solución del 1 al 5 por ciento, y se utiliza en muchas zonas rurales de matar pulgas, sus larvas y sus huevos en los inodoros.

## Taxonomía
Veratrum viride fue descrita por Carlos Linneo y publicado en Species Plantarum 2: 1044. 1753.
Etimología
Veratrum: nombre genérico que deriva del latín y significa "raíces oscuras" y también el antiguo nombre de Helleborus.
nigrum: epíteto latíno que significa "de color negro"
Sinonimia
- Melanthium nigrum (L.) Thunb., Melanthio: 8 (1797).
- Helonias nigra (L.) Ker Gawl., J. Sci. Arts (London) 1: 184 (1816).
- Veratrum purpureum Salisb., Prodr. Stirp. Chap. Allerton: 214 (1796).
- Veratrum bracteatum Batalin, Trudy Imp. S.-Peterburgsk. Bot. Sada 13: 106 (1893).
- Veratrum ussuriense (O.Loes.) Nakai, Rep. Inst. Sci. Res. Manchoukuo 1: 335 (1937).[29][30]